# ماتيا أرامو
ماتيا أرامو (بالإيطالية: Mattia Aramu)‏ (14 مايو 1995 في إيطاليا - ) هو لاعب كرة قدم إيطالي في مركز الوسط. شارك مع منتخب إيطاليا تحت 17 سنة لكرة القدم ومنتخب إيطاليا تحت 18 سنة لكرة القدم ومنتخب إيطاليا تحت 20 سنة لكرة القدم ومنتخب إيطاليا تحت 21 سنة لكرة القدم. أما مع النوادي، فقد لعب مع نادي تورينو ونادي ليفورنو ونادي طرابنش 1905 ‏.

## روابط خارجية
- ماتيا أرامو على موقع قاعدة بيانات كرة القدم.إي يو (الإنجليزية)
- ماتيا أرامو على موقع Soccerway.com (الإنجليزية)
- ماتيا أرامو على موقع AS.com (الإسبانية)